# Hella (miasto)

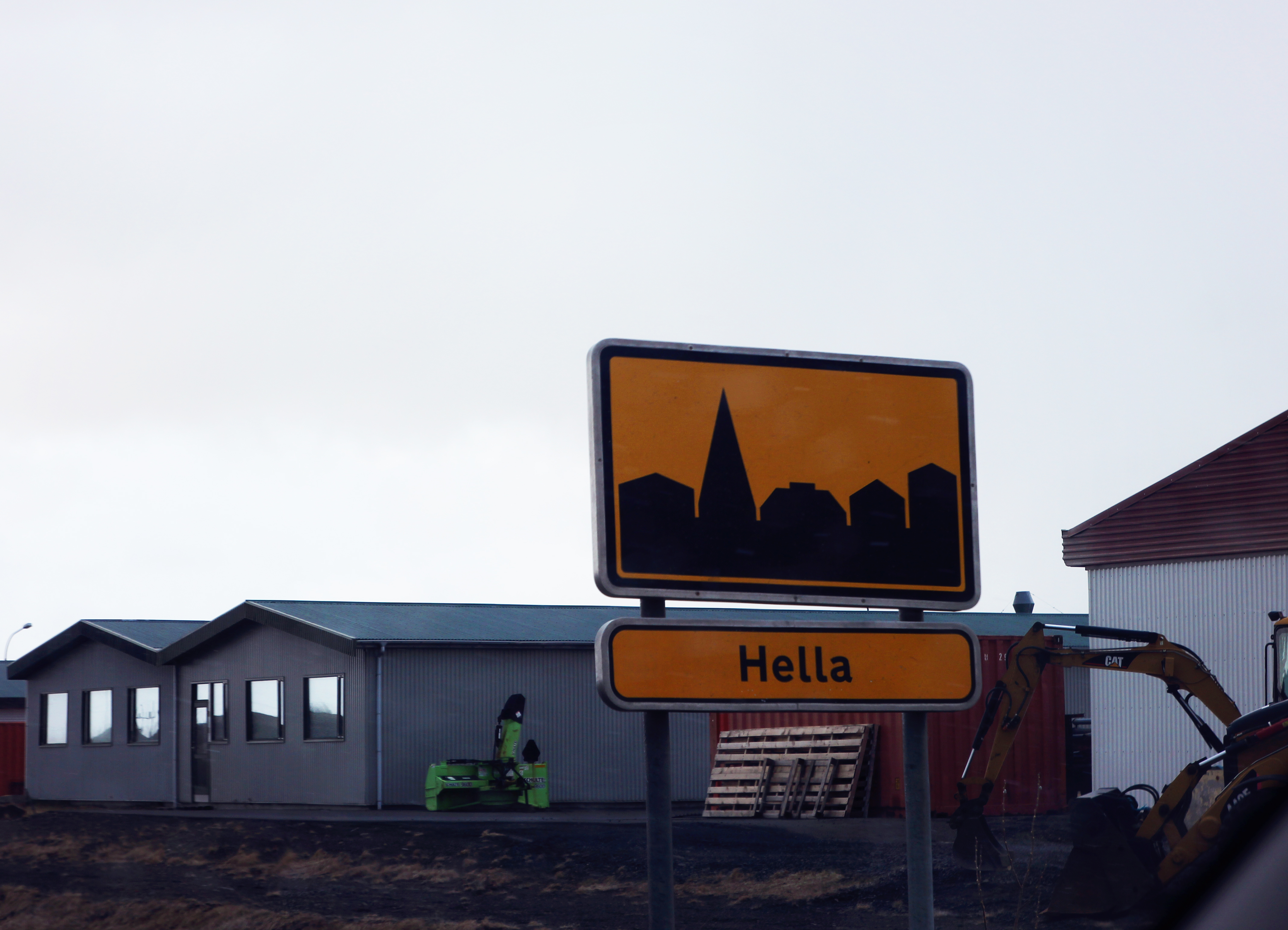
Znak z nazwą miejscowości

Hella – miejscowość w południowej Islandii, na lewym brzegu rzeki Ytri-Rangá, około 94 km na wschód od Reykjavíku, przy drodze numer 1 (między Selfoss i Hvolsvöllur). Na początku 2018 roku zamieszkiwało ją 861 osób. Wchodzi w skład gminy Rangárþing ytra, w regionie Suðurland. Miejscowość jest ośrodkiem usługowym dla okolicy, w szczególności dla popularnej w gminie działalności rolniczej i turystycznej.
Założone w 1927 roku. Nazwa miasta pochodzi od jaskiń leżących nieopodal rzeki. Prawdopodobnie mieszkali tam mnisi irlandzcy w okresie sprzed zasiedlenia wyspy około 874 r. Miasto jest miejscem wypadowym do wypraw na wulkan Hekla oraz do parków Landmannalaugar i Þórsmörk.
Miasto uznawane jest za najważniejszy ośrodek hodowli kucyków islandzkich. Dlatego też pod koniec czerwca każdego roku w Helli odbywa się Landsmót, czyli światowa wystawa kucyków islandzkich. 